# 砂沼
砂沼（さぬま）は、茨城県下妻市にある周囲6km・面積55ha・満水時の水深約3mの農業用ため池。茨城百景にも選定されている。また、2010年（平成22年）3月25日に砂沼湖として農林水産省のため池百選に選定された。

## 概要
江戸時代中期頃の新田開発施策の推進により、一度干拓され新田となるが、その後深刻な水不足が続いた。干拓から60年後、周辺の農民による砂沼復活の願いが聞き入れられ、再びため池となる。現在は、砂沼下流域1800haの水田の灌漑に用いられる。

## 自然

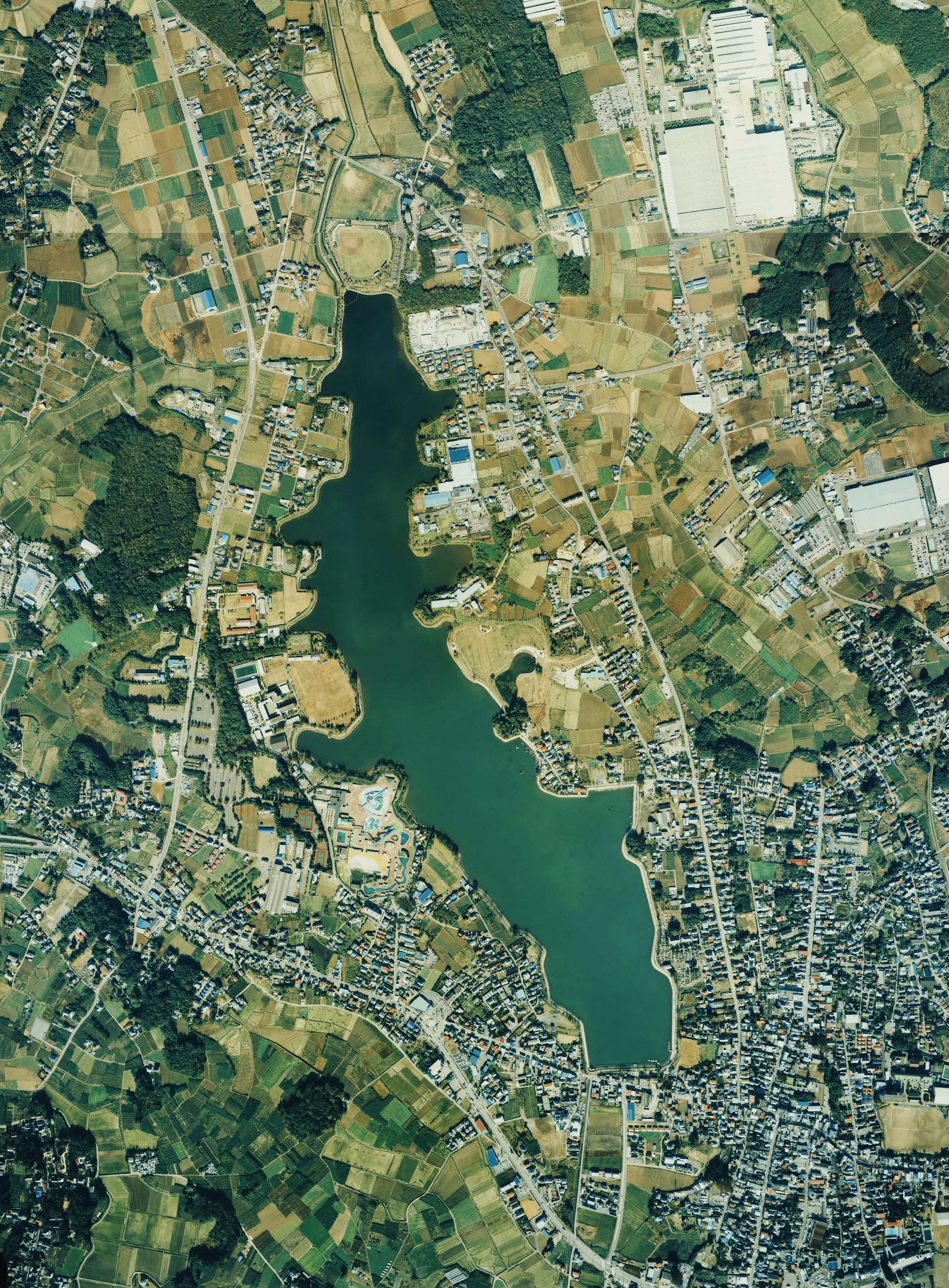
砂沼周辺の空中写真。1990年撮影の3枚を合成作成。
。

秋・冬はカモ類の絶好の生息地であり、コガモ・マガモ・カルガモがよく見られオナガガモ・ヒドリガモ・オカヨシガモも時々見ることができる。また、ゲンゴロウブナ（ヘラブナ）・オイカワ（ヤマベ）・タモロコ等が生息する。

## 周辺
周辺は「砂沼広域公園」として整備され、砂沼の地形や自然を生かして、スポーツ、水生植物、遊歩道、沼のゾーンに分けられており、スポーツや散策などが行える。中でも観桜苑は公園を代表する桜の園で、5haを超える敷地内には約50種類・350本の桜が植えられており、また、6月には2万9000本の花菖蒲が花を咲かせる。かつてプール（砂沼サンビーチ、夏季のみ営業）もあったが赤字や老朽化などの理由で2018年（平成30年）をもって廃止となった。
南岸には、観光物産販売所やカフェレストランを備えた「下妻市観光交流センター さん歩の駅サン・SUNさぬま」がある。
砂沼の東岸と西岸は砂沼大橋で結ばれ、橋は西岸が二つに分かれたY字形をしている。橋中央には飛翔像が置かれ、像の足元からは童謡「ふるさと」や、ご当地ソング「砂沼夜曲」が流れる。

橋中央の飛翔像

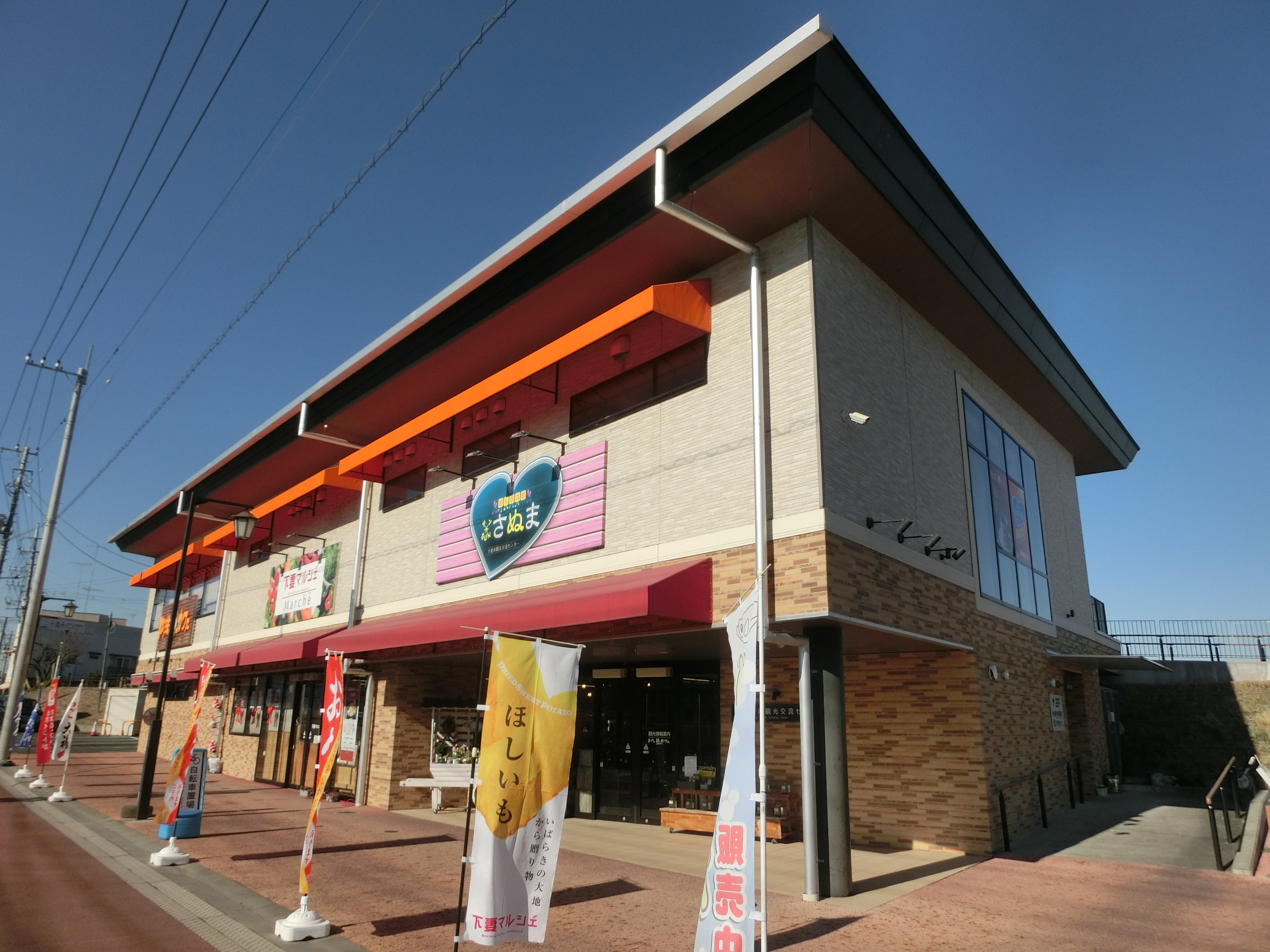
さん歩の駅 サン・SUN さぬま

## アクセス

### 道路
- 国道125号
- 茨城県道15号結城下妻線

### 鉄道
- 関東鉄道常総線下妻駅下車

夏季の砂沼サンビーチ営業期間中は関鉄パープルバスの直行バスが運行されていた。現在も下妻市コミュニティバスが砂沼サンビーチを経由する。